# Harry Warren
Harry Warren (Brooklyn, 1893. december 24. –‎ Los Angeles, 1981. szeptember 22.) háromszoros Oscar-díjas amerikai dalszerző, az első jelentős aki elsősorban filmzenét írt. Tizenegyszer jelölték Oscar-díjra a legjobb eredeti dal kategóriában, és háromszor azt el is nyerte. Oscar-díjat kapott a „Lullaby of Broadway”, a „You'll Never Know” és az „On the Atchison, Topeka and the Santa Fe” komponálásáért.
Hat évtizedes karrierje során Warren több mint 800 dalt írt. Híres Warren-slágerek voltak: „I Only Have Eyes for You, You Must Have Been a Beautiful Baby, Jeepers Creepers, The Gold Diggers' Song (We're in the Money), That's Amore, There Will Never Be Another You, The More I See You, At Last” – és Chattanooga Choo Choo, a filmtörténet első aranylemeze.

## Pályakép
Az olasz-amerikai Harry Warren nehéz között nőtt fel egy brooklyni cipész fiaként. Tizenhatévesen otthagyta az iskolát, és dobos lett egy egy cirkuszban. Az ott keresett pénzből vett egy zongorát. Több évig dolgozott zongoristaként.
Az Első világháború alatt az Egyesült Államok haditengerészetében szolgált.
1922-ben „Rose of the Rio Grande” című első dalát, majd a következő évben első sikereit érte el a „Back Home in Pasadena” és a „So This Is Venice” című számokkal. Ezután Broadway-musicalekhez kezdett komponálni.
Warrent a zenés filmek egyik legsikeresebb dalszerzőjeként tartják számon a film- és zenetörténetben. Ő volt az első jelentős dalszerző, aki éppen a hangosfilmek megjelenésekor − az 1920-as évek végén − került Hollywoodba, és ott filmeknek kezdett dolgozni. Összesen több mint 300 dalt írt mintegy 50 filmhez. Sok kritikus szerint ugyanannyi ismert slágere született, mint Irving Berlinnek, de a filmiparon belüli feltűnésmentes munkája, valamint az, hogy soha nem szerepelt zenészként vagy énekesként dalaival, őt nem tette világhírűvé.
Warren még idős korában is komponált, bár híres slágereit főleg az 1950-es évek közepéig írta meg. Olyan dalszerzőkkel dolgozott, mint például Mort Dixon, Billy Rose, Mack Gordon, Leo Robin, Ira Gershwin, Johnny Mercer. A legfontosabb közűlük Al Dubin volt.
Harry Warren 1981 szeptemberében halt meg, 87 évesen.

## Legsikeresebb dalok
- By the River Sainte Marie (1931)
- Too Many Tears (1932)
- I Found a Million Dollar Baby (in a Five and Ten Cent Store) (1932)
- You're Getting to Be a Habit With Me (1933)
- Forty-Second Street (1933)
- Shadow Waltz (1933)
- (You May Not Be an Angel, But) I'll String Along With You (1934)
- Lullaby of Broadway (1935)
- She's a Latin from Manhattan (1935)
- I'll Sing You a Thousand Love Songs (1936)
- September in the Rain (1937)
- With Plenty of Money and You (1937)
- Remember Me? (1937)
- Jeepers Creepers (1938)
- You Must Have Been a Beautiful Baby (1938)
- Chattanooga Choo Choo (1941)
- My Heart Tells Me (Should I Believe My Heart?) (1943)
- I Had the Craziest Dream (1943)
- You'll Never Know (1943)
- The More I See You (1945)
- On the Atchison, Topeka and the Santa Fe (1945)

## Díjak
- 1971: Songwriters Hall of Fame

### Oscar-díjak
- 1935: Lullaby of Broadway
- 1943: You'll Never Know
- 1945: On the Atchison, Topeka and the Santa Fe